# Heloha Fluctus
Heloha Fluctus is een lavastroom op de planeet Venus. Heloha Fluctus werd in 2009 genoemd naar Heloha, een vrouwelijke dondervogel in de mythologie van de Choctaw.
De fluctus heeft een lengte van 375 kilometer en bevindt zich in het quadrangle Snegurochka Planitia (V-1).